# Isles-les-Meldeuses
Isles-les-Meldeuses är en kommun i departementet Seine-et-Marne i regionen Île-de-France i norra Frankrike. Kommunen ligger i kantonen Lizy-sur-Ourcq som tillhör arrondissementet Meaux. År 2022 hade Isles-les-Meldeuses 780 invånare.

## Befolkningsutveckling
Antalet invånare i kommunen Isles-les-Meldeuses
| Referens: INSEE |